# Andreas Gabalier
Andreas Gabalier, né le 21 novembre 1984 à Graz, est un chanteur autrichien de Volkstümliche Musik.

## Biographie
Andreas Gabalier est le second des quatre enfants de Wilhelm et Huberta Gabalier. Willi Gabalier (de), son frère né en 1981, est danseur sportif. En 2006, son père se suicide ; sa sœur cadette fait le même geste, deux ans plus tard. Il leur dédie la chanson Amoi seg’ ma uns wieder (Einmal sehen wir uns wieder). Le nom de Gabalier est d'origine française, il vient d'un soldat de Napoléon resté en Autriche.
Andreas Gabalier entame des études de droit à Graz. Il commence sa carrière de chanteur en 2009, par une apparition dans Musikantenstadl. Il finit second du Grand Prix der Volksmusik (de). Au printemps paraît son premier album, Da komm’ ich her qui atteint la quatrième place des ventes en Autriche et est nommé à l'Amadeus Austrian Music Award (de) dans la catégorie « Album de l'année ». En Allemagne, Gabalier se fait connaître en avril 2011 grâce à une apparition auprès de Carmen Nebel. Après l'émission, le titre I sing a Liad für di atteint la 65e place des téléchargements en Allemagne, bien que le titre ne soit pas mis en vente dans le pays. En raison de sa popularité croissante, qui donne naissance à des remix non autorisés, Universal décide de le diffuser en Allemagne. Le single CD parait le 29 juillet 2011 et atteint à nouveau le classement allemand par une reprise par DJ Ötzi et un passage dans l'émission Feste der Volksmusik (de) en octobre, il rentre dans le top 30 des ventes.
Le second album Herzwerk atteint la première place des ventes d'album en Autriche en septembre 2011. Il reste 74 semaines dans le top 10 des ventes ; il lui restait trois semaines de plus pour égaler l'album Thriller de Michael Jackson. Finalement, en 2011, Herzwerk, Volks-Rock'n'Roller (troisième album sorti cette année) et Da komm' ich her sont premier, troisième et quatrième meilleures ventes d'albums de toute l'année en Autriche (21 d'Adele est second). Le 22 mars 2012, il remporte l'Echo dans la catégorie « Meilleur artiste masculin, féminin ou groupe de Volkstümliche Musik ». Aux Amadeus, il reçoit les trophées dans les catégories « Schlager » et « Meilleur concert ». L'année suivante, aux Amadeus, il conserve son titre dans la catégorie « Volkstümliche Musik ». Le 7 mai 2013, il publie Go For Gold, l'hymne officiel des Championnats du monde de ski alpin à Schladming.
Au printemps 2014, il participe à l'émission Sing meinen Song – Das Tauschkonzert (de), où les chanteurs reprennent un titre de l'artiste mis à l'honneur pour l'émission de la soirée, et auquel participent aussi Roger Cicero, Sarah Connor, Gregor Meyle (de), Xavier Naidoo, Sandra Nasic et Sasha (de).

## Discographie
Albums
- 2009 : Da komm’ ich her
- 2010 : Herzwerk
- 2011 : Volks-Rock‘n’Roller
- 2013 : Home Sweet Home

Singles
- 2008 : Amoi seg’ ma uns wieder
- 2009 : So liab hob i di
- 2009 : Es ist die Zeit
- 2011 : I sing a Liad für di
- 2011 : Sweet Little Rehlein
- 2013 : Go for Gold
- 2013 : Zuckerpuppen
- 2014 : Dieser Weg (reprise d'une chanson de Xavier Naidoo)
- 2015 :  Hulapalu